# Lisa Goes Gaga
Lisa Goes Gaga é o vigésimo-segundo e episódio final da vigésima terceira temporada do seriado de animação The Simpsons. Foi ao ar nos Estados Unidos pela Fox Broadcasting Company em 20 de maio de 2012.

## Enredo
Neste episódio, Lady Gaga visita Springfield, já que a cidade inteira está triste e depressiva. Neste episódio Gaga irá visitar a pessoa mais depressiva de Springfield, que é Lisa Simpson e assim Gaga tentará ensinar a Lisa, sua visão de vida e tentará ensinar a felicidade e alegria para Lisa.

## Desenvolvimento
Lady Gaga está passando de trem por Springfield para a realização de um show, quando ela se depara com a cruel realidade da cidade, aonde a população é triste e depressiva, ela se revolta e decide tentar aumentar a autoestima da cidade. Entretanto,não há alguém mais depressiva do que Lisa, que ganhou o prêmio de Estudante menos Popular por seus colegas. Ela tenta mudar sua imagem, postando coisas positivas sobre ela no blog da escola sob o psedonome de "Truth Teller".[carece de fontes?]
Quando Bart descobre o seu segredo e espalha para a escola, e assim seu ranking no nível social despenca – até que a força psíquica de Lady Gaga avisa que Lisa está precisando de ajuda. Depois de muito pesquisar em sua alma e gritar com Lady Gaga durante as tentativas de ajuda, Lisa percebe que em um momento de raiva,Gaga ajudou ela porque ela finalmente pode expressar sua raiva em vez de guardar dentro dela (referindo-se Lisa chorando dizendo Homer e Marge que ela começou a chorar em casa sobre sozinha, porque sabia que Homer e Marge estavam dormindo), e assim a missão de Gaga estava completa. Lisa procura Gaga logo antes dela sair da cidade para se desculpar, e depois de ser perdoada. Lisa e Gaga realizam um dueto juntas. Com a ajuda de Gaga, Lisa e toda a cidade de Springfield perceber que ser você mesmo é melhor do que ser como qualquer outra pessoa.[carece de fontes?]

## Produção

Gaga foi a convidada especial do episódio, interpretando ela mesma.

Em agosto de 2011, foi revelado que a artista Lady Gaga faria uma aparição no show, como ela mesma. As sessões de gravação para o episódio tiveram lugar em Los Angeles, Califórnia, durante um período de quatro dias, entre 22-26 de agosto.
Em entrevista ao E! Online, Groening ainda comentou sobre a aparência de Gaga, "A grande coisa que observei sobre Lady Gaga é que ela veio para gravar o episódio sempre com um traje diferente", opinou. A membra do elenco Yeardley Smith disse que estava chocada pelo facto que Gaga teve tempo para fazer uma aparição na série.